# Spektrum (kniha)
Spektrum (rusky Спектр) je sci-fi román ruského spisovatele Sergeje Lukjaněnka z roku 2002.
Děj knihy se odehrává v blízké budoucnosti ve světě, kde každý má své zájmy, které neváhá bránit. Každá kapitola románu se odehrává na jiné planetě, s jinou rasou a jinými zvyky, které Lukjaněnko detailně popisuje, a zároveň rozvijí své filozofické myšlenky.
Román získal v Rusku celou řadu ocenění z oblasti fantastické literatury, například roku 2003 za nejlepší román cenu Interpresskon (Интерпресскон) nebo cenu Bronzový šnek (Бронзовая улитка) a další. Mj. v roce 2008 získal v Německu literární ocenění v oblasti sci-fi – cenu Kurda Lasswitze (Kurd-Laßwitz-Preis) v kategorii nejlepší zahraniční román.

## Děj
Na Zemi přilétla mimozemská rasa tzv. Klíčníků, kteří umožnili lidem cestovat mezi cizími světy pomocí portálů. Požadují však za použití cesty odměnu. Stanovili ji stejnou pro všechny (s výjimkou matek s dětmi): požadují zajímavý příběh, a hlavním požadavkem na něj je originalita. Hlavní hrdina Martin Dugin je soukromý detektiv. Není to žádný superhrdina, ale normální Rus snažící si vydělat na živobytí. Je to ale skvělý vypravěč, díky čemuž může portál Klíčníků velice dobře využívat. Od jednoho klienta dostane za úkol najít jeho dceru Irinu, což se zpočátku jeví jako standardní úkol, ovšem situace se záhy začne více a více komplikovat.  
Martin Irinu velice rychle objeví na planetě Knihovna, která je plná starověkých ruin. Než však stihne přivést Irinu domů, zemře Irina při něčem, co se zdá být nehodou. Před svou smrtí se dívce podaří sdělit Martinovi jméno jiné planety, kde ji Martin znovu objeví zdravou a živou. Brzy zjistí, že Irina existuje na několika planetách současně, přičemž každá z nich je telepaticky propojena se svými kopiemi. Snaží se Irinu zachránit, ale dívky jedna po druhé umírají v jeho náručí.
Ukázalo se, že v programu Klíčníků nebyla omylem vyloučena možnost současného výběru několika destinací pro teleportaci. V důsledku toho se Irina, která si vybrala několik míst najednou, zkopírovala v několika kopiích na různých planetách. Samotný vesmír to považoval za porušení základních principů existence a začal zařizovat situace tak, aby všechny „extra“ klony Iriny zemřely v důsledku absurdních nehod.

## Česká vydání
- Spektrum. Praha: Epocha, 2005, přeložil Libor Dvořák. ISBN 80-86328-77-5
- Spektrum. Praha: Triton, Argo, 2011, přeložil Libor Dvořák, edice Trifid (sv. 377). ISBN 978-80-257-0318-2, ISBN 978-80-7387-371-4